# (33371) 1999 BS11
(33371) 1999 BS11 est un astéroïde de la ceinture principale d'astéroïdes découvert en 1999.

## Description
(33371) 1999 BS11 a été découvert le 21 janvier 1999 au Centre de recherches en géodynamique et astrométrie (CERGA), à Caussols en France, par le projet scientifique européen OCA-DLR Asteroid Survey (ODAS).

### Caractéristiques orbitales
L'orbite de cet astéroïde est caractérisée par un demi-grand axe de 2,22 ua, un périhélie de 1,79 ua, une excentricité de 0,20 et une inclinaison de 3,27° par rapport à l'écliptique. Du fait de ces caractéristiques, à savoir un demi-grand axe compris entre 2 et 3,2 ua et un périhélie supérieur à 1,666 ua, il est classé, selon la JPL Small-Body Database, comme objet de la ceinture principale d'astéroïdes.

### Caractéristiques physiques
(33371) 1999 BS11 a une magnitude absolue (H) de 15,5 et un albédo estimé à 0,416.